# Phaedra (Henze)
Phaedra ist eine Konzertoper in zwei Akten von Hans Werner Henze. Der Text beruht auf dem Libretto von Christian Lehnert, das sich an die Tragödie Der bekränzte Hippolytos des griechischen Dichters Euripides anlehnt. 2007 fand die Uraufführung an der Berliner Lindenoper statt.
Sein musikalisches Ziel war eine Reihenmusik im Stil der Wiener Klassik. Die Besetzung mit einem kleinen Orchester lässt die einzelnen Stimmen sehr klar hervortreten. Besonders gefordert sind zwei Perkussionisten mit 28 verschiedenen Fellen, Hölzern und Metall.

## Instrumente
Kurzschrift: 2(pic:afl;pic). 2(ca). 2(ssx,asx,bcl:asx,bcl,cbcl). 2(cbn)/2(2Wtba). 2.2(atbn,btbn)/2perc/ce.hp.pf/str(1.0.1.1.1)/tp
- Holzbläser
  - zwei Flöten (Piccoloflöte, Altflöte / Piccoloflöte)
  - zwei Oboen (Oboe da caccia)
  - zwei Klarinetten (Sopransaxophon, Altsaxophon, Bassklarinette / Altsaxophon, Bassklarinette, Kontrabassklarinette)
  - zwei Fagotte (Kontrafagott)
- Blechbläser
  - zwei Hörner (zwei Wagnertubas)
  - zwei Trompeten
  - zwei Posaunen (Altposaune, Bassposaune)
- Schlagzeug (zwei Spieler)
- Celesta, Cembalo, Klavier
- Streicher (solistisch)
  - eine Violine
  - eine Bratsche
  - ein Violoncello
  - ein Kontrabass
- Tonband (fixierte, elektroakustische Zuspielaktionen über Lautsprecher)

## Handlung

### Vorspiel
Theseus besiegt Minotauros, den Halbbruder Ariadnes. Phaedra, die Schwester Ariadnes, wird die Frau Theseus’. Sein Sohn Hippolyt stammt aus der Ehe mit Antiope.

### Erster Akt
Die kretische Königin Phaedra liebt, von Aphrodite verwirrt, den Stiefsohn Hippolyt. Diese Liebe muss unerwidert bleiben. Sie denunziert ihn aus enttäuschter Liebe bei seinem Vater Theseus und beschuldigt ihn der Vergewaltigung. Theseus überantwortet seinen Sohn dem Tod. Phaedra tötet sich aus Reue.

### Zweiter Akt
Der zweite Akt wird im dunklen Jenseits, in einem heiligen Hain am See Nemi, gespielt. Artemis, Göttin der Jagd und damit Schutzgöttin des Jägers Hippolyt, versucht, ihn wieder zum Leben zu erwecken, nennt ihn Virbius (Gott des Waldes) und sperrt ihn (zur eigenen Sicherheit?) in einen Käfig. Der Jüngling erkämpft sich gegen die erneute Annäherung der Phaedra die Freiheit und zieht in die Wälder. Dort tanzt er nach der Musik des Minotaurus, des Stiermenschen, einer Zukunft in der neuen Sterblichkeit entgegen.

## Inszenierungen
Die Uraufführung fand am 6. September 2007 in der (Staatsoper Unter den Linden in Berlin statt; Regie führte Peter Mussbach; Raum: Ólafur Elíasson; Kostüme: Bernd Skodzig; Licht: Olaf Freese; Dramaturgie: Jens Schroth; Ensemble Modern, Dirigent: Michael Boder).
Weitere Inszenierungen erfolgten 2008 beim Maggio Musicale Fiorentino (Regie: Michael Kerstan; Dirigent: Roberto Abbado) und im Stadttheater Heidelberg (Regie: Daniel Cremer; Bühne: Ben Baur; Kostüme: Amélie Sator; Dirigent: Dietger Holm), 2010 im Theater Luzern (Regie: Stephan Müller; Dirigent: Mark Foster) und an der Deutschen Oper am Rhein in Duisburg (Regie: Sabine Hartmannshenn; Bühne: Dieter Richter; Kostüme: Susana Mendoza; Dirigent: Wen-Pin Chien).

## Andere Vertonungen des Stoffs
Als Oper wurde der Stoff u. a. früher von Johann Simon Mayr und Ildebrando Pizzetti (nach einem Theaterstück des Gabriele D’Annunzio) vertont.
Von Benjamin Britten stammt eine Kantate, die er der Mezzosopranistin Janet Baker zueignete. Sie sang sie in der Uraufführung des Werks beim Aldeburgh Festival 1976.